# Château d'Arifat (La Salvetat)
Pour les articles homonymes, voir Château d'Arifat.
 (juillet 2019).
Le château d'Arifat est une ancienne métairie transformée en château située à La Salvetat-sur-Agout, dans l'Hérault en région Occitanie. Il ne faut pas le confondre avec le château d'Arifat du Tarn.

## Histoire
Ancienne métairie possédée par l'évêque de Saint-Pons-de-Thomières, elle aurait servi de résidence d'été à celui-ci. Elle est mise en vente en 1576 en tant que "bien noble". Elle est achetée par Jean de Cabrol. Sa famille n'étant pas encore noble, celui-ci désire posséder des terres pour l'aider dans ce but. La famille de Cabrol deviendra d'ailleurs noble en 1671. À partir de là, la métairie prend le nom de château, des travaux sont entrepris et le domaine s'étend sur quasiment 430 hectares.

En 1745, la branche de Cabrol d'Arifat s'éteint, l'héritage passe aux Ricard de Pomayrac qui finissent par vendre le château d'Arifat en 1790, lors de la Révolution.

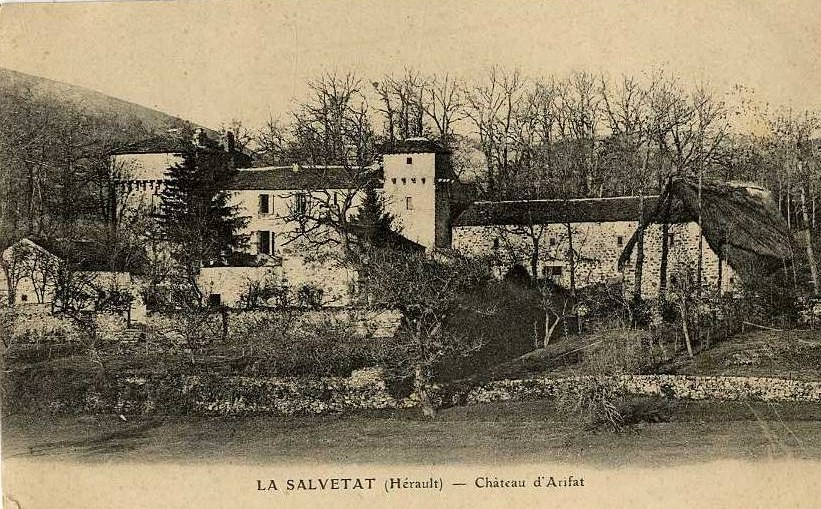
Carte postale
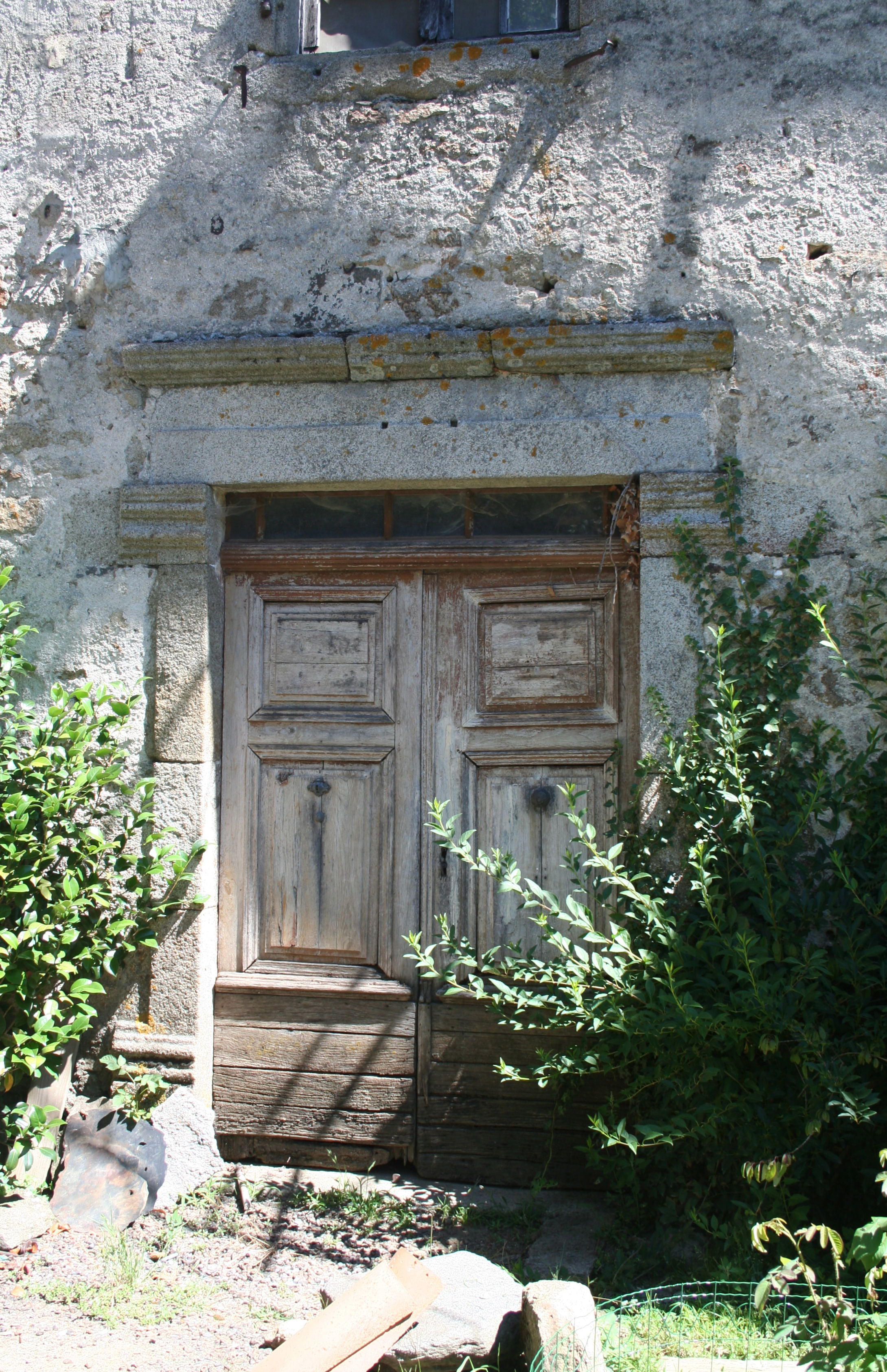
La porte d'entrée